# Pachypodium horombense
Pachypodium horombense är en oleanderväxtart som beskrevs av H. Poisson. Pachypodium horombense ingår i släktet Pachypodium och familjen oleanderväxter. Inga underarter finns listade i Catalogue of Life.